# Tossal de les Roques Collades
El Tossal de les Roques Collades (Tossal des Roques Collades en ribagorçà) és un tossal situat a 1.016,7 metres d'altitud que es troba a l'antic municipi ribagorçà del Pont de Suert, de l'Alta Ribagorça.
És a prop de la població del Pont de Suert, al seu nord entre el barranc de l'Oratori, que queda al sud-est del tossal, i la Noguera de Tor, que queda al seu nord-oest.